# Pseudotriccus
A Pseudotriccus a madarak (Aves) osztályának verébalakúak (Passeriformes) rendjébe és a királygébicsfélék (Tyrannidae) családjába tartozó nem.

## Rendszerezés
A nemzetségen belül a legközelebbi rokonai a Corythopis nembe tartoznak.
A nembe az alábbi 3 faj tartozik:
- Pseudotriccus pelzelni
- Pseudotriccus simplex
- vörhenyesfejű törpetirannusz (Pseudotriccus ruficeps)